# Balta rouxi
Balta rouxi är en kackerlacksart som beskrevs av Lucien Chopard 1924. Balta rouxi ingår i släktet Balta och familjen småkackerlackor.
Artens utbredningsområde är Nya Kaledonien. Inga underarter finns listade.